# Pico Turquino
Le pico Turquino (littéralement « pic Turquoise ») est le point le plus haut de Cuba à 1 974 mètres d'altitude. Situé au centre de la Sierra Maestra, il se trouve dans l'enceinte du parc national Turquino (es) – également connu sous le nom de « Parque nacional Sierra Maestra ». Son sommet fait l'objet d'une sorte de pèlerinage depuis que le père de la combattante révolutionnaire Celia Sánchez y fit ériger en 1953 un buste du héros national José Martí, œuvre de Jilma Madera.